# كريس هارولد
كريس هارولد (بالإنجليزية: Chris Harold)‏ (14 يوليو 1992 في أستراليا - ) هو لاعب كرة قدم أسترالي في مركز الهجوم. شارك مع منتخب أستراليا تحت 20 سنة لكرة القدم ومنتخب أستراليا الوطني لكرة القدم تحت 23 سنة.

## وصلات خارجية
- كريس هارولد على موقع قاعدة بيانات كرة القدم.إي يو (الإنجليزية)
- كريس هارولد على موقع Soccerway.com (الإنجليزية)